# Романов, Егор Дмитриевич
Его́р Дми́триевич Рома́нов (5 декабря 1905 — 19 марта 1986) — участник Великой Отечественной войны, Герой Советского Союза (1945).

## Биография
Родился 5 декабря 1905 года. Русский.
30 июня 1941 года призван Одоевским РВК в РККА. Трижды ранен за годы войны.
Командир пулемётного расчёта 738-го стрелкового полка 134-й стрелковой дивизии старший сержант Е. Д. Романов отличился 18 апреля 1945 года. При прорыве обороны противника на западном берегу реки Одер занял со своим расчётом выгодный огневой рубеж и пулемётным огнём уничтожил 50 немецких солдат и офицеров, подавил три огневые точки противника, тем самым обеспечив продвижение своего батальона.
22 апреля 1945 года противник четырежды предпринимал контратаку силой до батальона пехоты при поддержке трёх САУ. Когда противник окружил расчёт, увлёк своих бойцов в контратаку. Вместе со своим расчётом уничтожил ещё до 60-ти солдат противника.
24 апреля 1945 года в районе деревне Бризен колонна батальона была внезапно атакована. Е. Д. Романов не растерялся и, выдвинув пулемёт на огневую позицию, обеспечил прикрытие развёртывания батальона в боевые порядки. При этом подавил две огневые точки и уничтожил до 50 солдат противника.
Член ВКП(б) с 1943 года.
Указом Президиума Верховного Совета СССР от 31 мая 1945 года «за героизм и самоотверженность, за показанный высокий пример воинской доблести» старший сержант Е. Д. Романов удостоен звания Героя Советского Союза с вручением ордена Ленина и медали «Золотая Звезда».

## Награды
- Медаль «Золотая Звезда» Героя Советского Союза (31 мая 1945);
- орден Ленина (31 мая 1945);
- орден Красного Знамени (10 октября 1944);
- орден Отечественной войны 1-й степени (11 марта 1985);
- орден Славы III степени (22 августа 1944);
- медаль «За боевые заслуги» (31 октября 1943; 14 февраля 1944);
- медаль «За отвагу» (1 декабря 1943).

## Семья
Жена — Анисья Филипповна Романова, проживала в деревне Никулино Одоевского района Тульской области. Дети — Татьяна, Михаил и Андрей.

## Память
Музей боевой славы 134-й Вердинской стрелковой дивизии.